# Зинон Постник
Зино́н По́стник (Зинон Трудолюби́вый; XIV век) — инок Киево-Печерского монастыря, схимник. Святой Русской церкви, почитается в лике преподобных, память совершается 30 января (12 февраля) и 28 августа (10 сентября) (Собор преподобных отцов Киево-Печерских Дальних пещер).

## Жизнеописание
Жизнеописание преподобного Зинона неизвестно. Рукописное «Краткое жизнеописание преподобных отец Дальних пещер» (вторая половина XVII века) сообщает, что «постник и трудолюбец Зинон угодил Богу многими иноческими подвигами». «Тератургим», написанный печерским соборным иеромонахом Афанасием (Кальнофойским) сообщает о нетленных мощах преподобного Зинона, находящихся в пещерах лавры: «Благословенный монах Зинон, в теле целом лежит».
Местное почитание прп. Зинона началось в конце XVII века, когда печерский архимандрит Варлаам (Ясинский) установил празднование Собора преподобных отцов Ближних пещер. В составленной в это же время церковной службе преподобным отцам Дальних пещер преподобный Зинон прославляется в 3-м тропаре 3-й песни канона. Общецерковное почитание началось после разрешения Святейшего Синода во второй половине XVIII века включать в общецерковные месяцесловы имена ряда киевских святых.

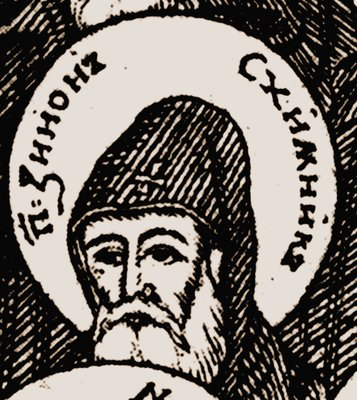
Прп. Зинон Постник (Трудолюбивый) (Фрагмент гравюры «Собор всех святых Киево-Печерской лавры». Гравер В. Белецкий. 1756 р. Киев (РГБ))

В акафисте всем Печерским преподобным о нем сказано: 
«Радуйся, Зиноне, постом и многими иными подвиги иноческаго жития светло просиявый; радуйся, смирением, кротостию и послушанием землю кротких наследивый».

## Мощи
Его нетленные мощи хранятся в Дальних пещерах, недалеко мощей Мартирия диакона и недалеко от подземной церкви преп. Феодосия, игумена Печерского.
Данные антропологических исследований указывают, что преподобный умер в возрасте 20-25 лет. Рост святого был порядка 167—170 см.

## Иконография
Иконописный подлинник конца XVIII века указывает изображать преподобного Зинона следующим образом: 
Сед, брада Николина, на главе схима, риза преподобническая, испод киноварь разбелен, руки у сердца накрест.
Единственным единоличным образом преподобного является икона, находящаяся у его раки. Она написана в мастерской лавры в 1840-е годы иеромонахом Иринархом с учениками. На ней Зинон изображён сидящим за чтением книги при свете свечи. Преподобный представлен как старец с седой бородой, в надписании на иконе назван постником.